# East Chicago
East Chicago é uma cidade localizada no estado americano de Indiana, no Condado de Lake.

## Demografia
Segundo o censo americano de 2000, a sua população era de 32.414 habitantes.
Em 2006, foi estimada uma população de 30.594, um decréscimo de 1820 (-5.6%).

## Geografia
De acordo com o United States Census Bureau tem uma área de
40,5 km², dos quais 31,0 km² cobertos por terra e 9,5 km² cobertos por água.

## Localidades na vizinhança
O diagrama seguinte representa as localidades num raio de 12 km ao redor de East Chicago.